# BMW E87
La sigla BMW E87 identifica la versione a 5 porte della prima generazione della Serie 1, un'autovettura di segmento C prodotta dalla casa automobilistica tedesca BMW dal 2004 al 2011 in sostituzione della Serie 3 Compact. Da tale versione sarebbero derivate in seguito la 3 porte (E81), prodotta dal 2007 al 2012, la coupé a due porte (E82) e la cabriolet (E88). Queste ultime due varianti di carrozzeria sono rimaste invece in listino dal 2007 fino alla fine del 2013.

## Storia e profilo

### Genesi del modello

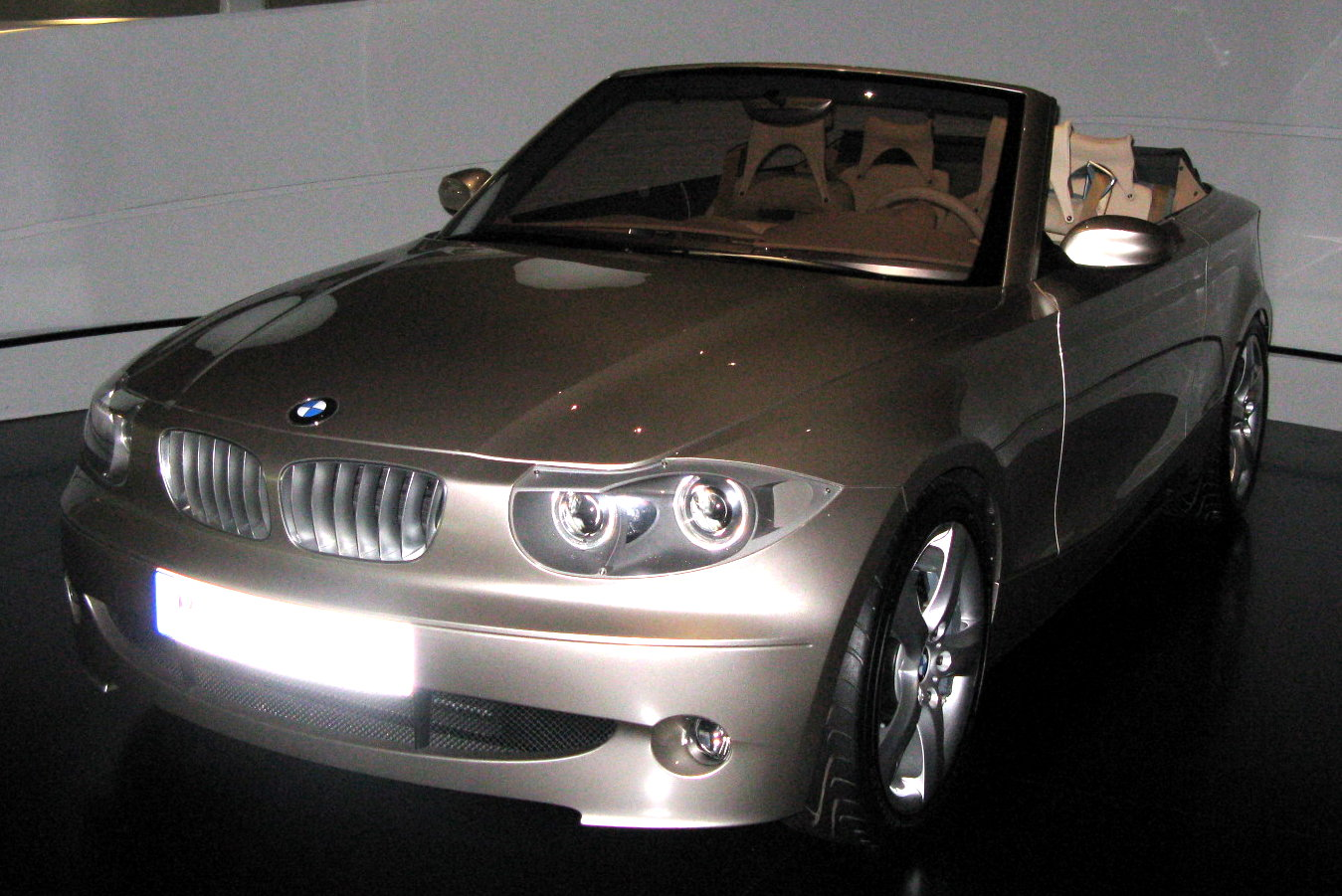
La BMW CS1 del 2002

Visti i non esaltanti numeri di vendita della Serie 3 Compact, si decise di darle un'erede in grado di soddisfare maggiormente i gusti e le esigenze della clientela.
Prese così l'avvio il progetto E87, volto alla realizzazione della prima generazione della Serie 1. La base meccanica avrebbe mantenuto la trazione posteriore e l'inedito pianale avrebbe fatto da base per la futura generazione della Serie 3 annullando le sinergie con la nuova Mini, che avrebbe comportato la conversione alla trazione anteriore. Nel 2002, al salone dell'automobile di Ginevra, BMW presentò la concept car CS1, una cabriolet che specialmente nel frontale e nelle fiancate anticipava in maniera decisamente chiara lo stile del nuovo modello. Durante l'estate dello stesso anno vennero sorpresi dalla stampa i primi prototipi camuffati durante i test di collaudo su strada.

### Debutto
La vettura definitiva fece il suo debutto al salone dell'automobile di Parigi nell'autunno del 2004: nacque così la prima generazione della Serie 1 in versione berlina, mentre dal 2007 entrano in gamma le versioni cabriolet e coupé.

### Design e interni

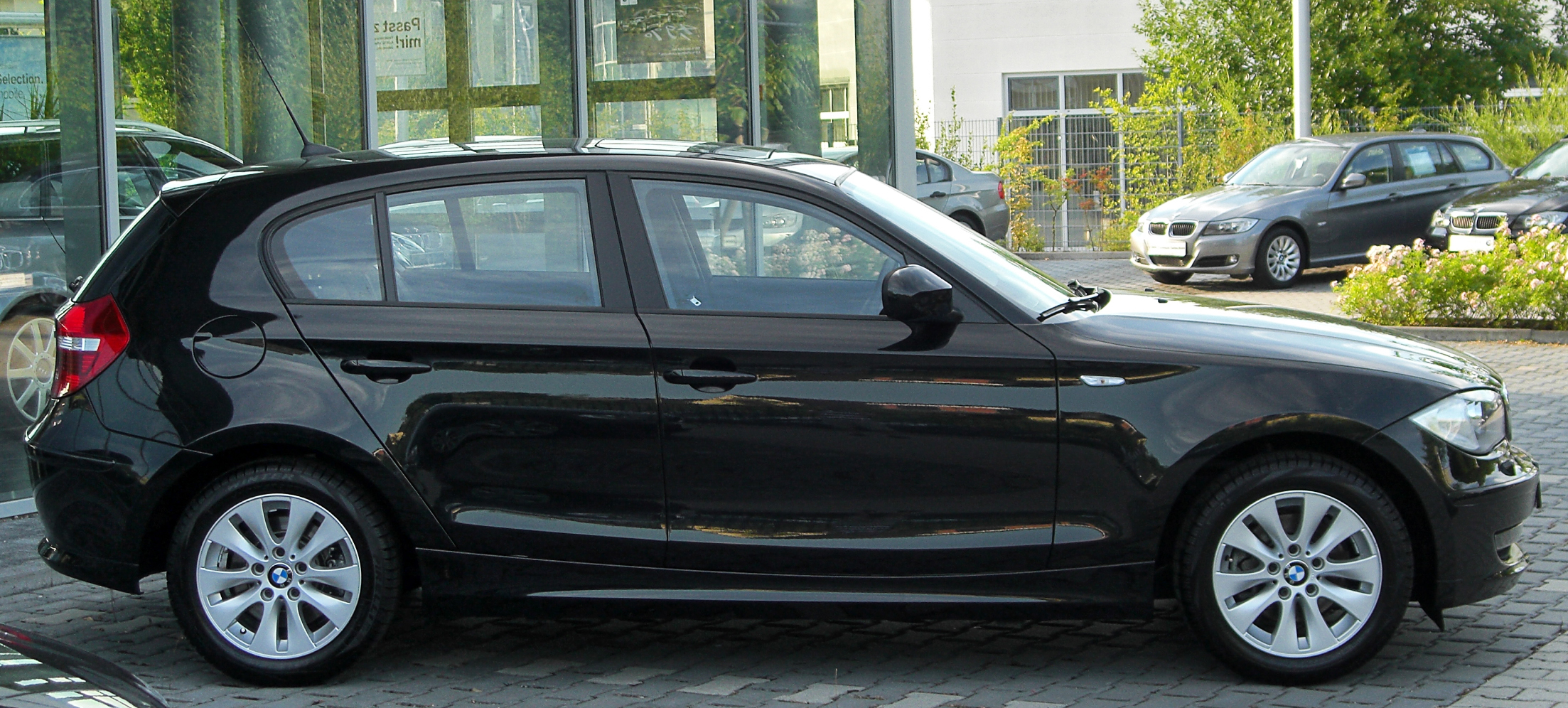
Vista laterale di una 118d 5 porte; notare il cofano motore lungo con abitacolo arretrato e sbalzi ridotti e dal tipico taglio arrotondato dei finestrini posteriori chiamato gomito di Hofmeister

La prima generazione della Serie 1 non voleva proporsi come una versione accorciata della Serie 3, come invece era stato fatto fino a quel momento con le due generazioni della Compact. Era pur vero che il pianale della E87 sarebbe servito per la realizzazione della quinta generazione della Serie 3, vale a dire la E90, previo allungamento del passo, ma l'impatto estetico della prima Serie 1 lasciava chiaramente intendere la volontà di distaccarsi stilisticamente dalla "sorella" maggiore. Realizzato dall'équipe guidata da Chris Bangle, neppure l'estetica della prima generazione della Serie 1 mancò di far discutere e dividere tra sostenitori e detrattori, a causa della mescolanza di spigoli e curve e delle particolari proporzioni conferite al corpo vettura.
Il frontale, dall'andamento verticale e per niente spiovente, esibiva una calandra col classico doppio rene e gruppi ottici dal disegno a goccia composti da doppi fari circolari in puro stile BMW, ma dal disegno un po' meno aggressivo, con un'ampia "bocca" sul paraurti, ai lati della quale erano presenti i due fari antinebbia rotondi. 

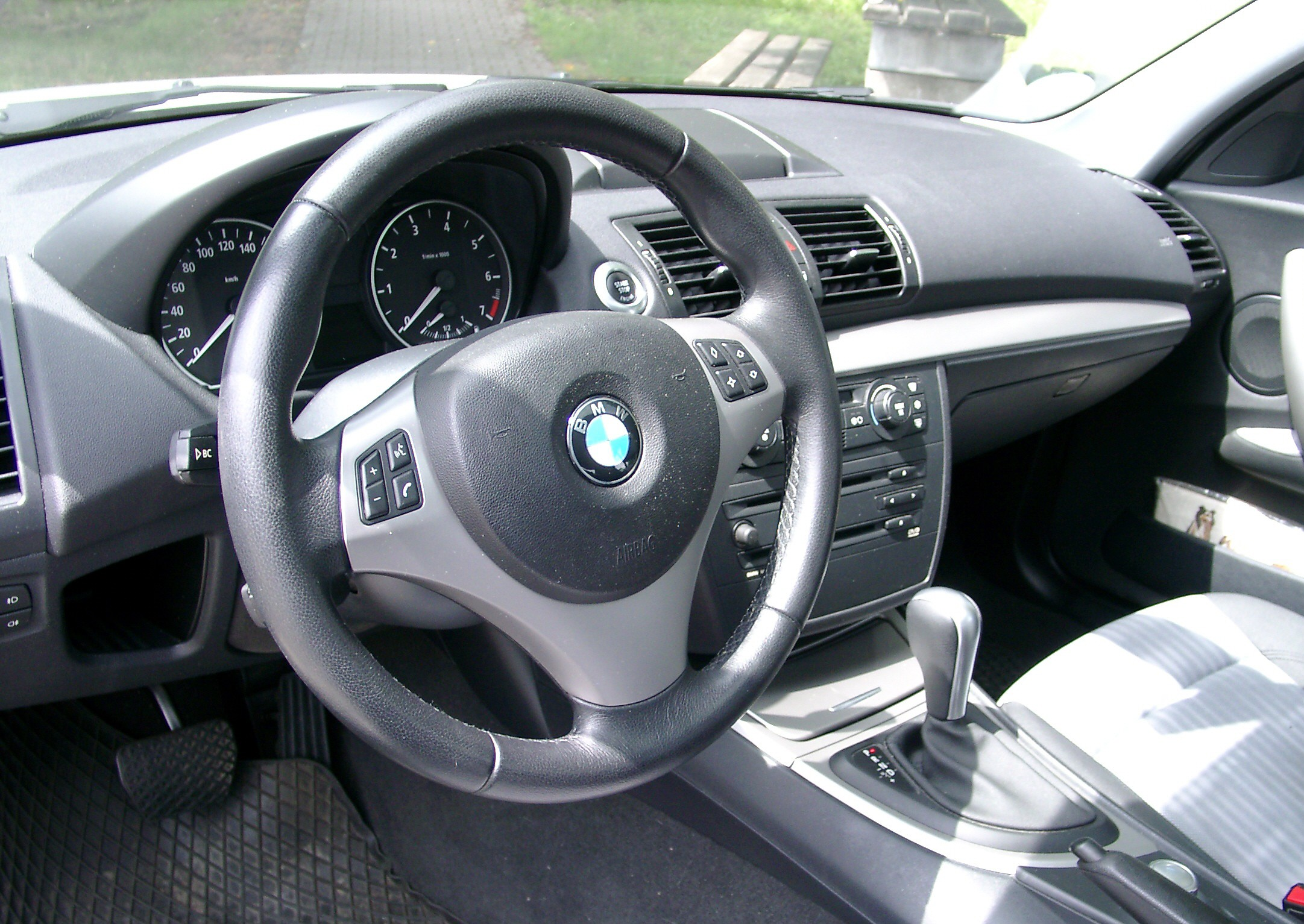
Interni di una Serie 1 del 2005

La vista laterale permetteva di osservare l'insolito equilibrio tra parte anteriore e parte posteriore, dato da un cofano motore relativamente lungo e da una zona posteriore decisamente raccolta sul retrotreno. Qui si notano anche i tagli spigolosi su linea di cintura e zona sottoporta, ma anche l'immancabile "gomito" di Hofmeister sul terzo montante. Spigolosa anche la coda, con tagli netti e decisi sia nella zona del portellone del bagagliaio, sia negli stessi gruppi ottici posteriori di forma vagamente trapezoidale.
Gli interni erano spaziosi solo nei posti anteriori, mentre dietro l'abitabilità era più sacrificata a causa del tunnel della trasmissione e dell'abitacolo arretrato che interferiva con il passaruota posteriore, rendendo più impegnativo l'accesso ai posti posteriori. Il posto guida era caratterizzato da un volante quasi in posizione verticale e da un tunnel centrale piuttosto sviluppato anche in larghezza, dietro al quale poteva trovare posto il comando del dispositivo iDrive, fornito di serie nei modelli superiori e solo a richiesta nella E87. La plancia era a struttura tubolare, con rivestimento fonoassorbente. La qualità dei materiali, specialmente nei rivestimenti, nella cappelliera e nei vani portaoggetti, ma anche nelle guide dei sedili che erano completamente a vista, non era ottimale.

### Struttura, meccanica e motori
La Serie 1 presentò fin dal suo debutto un'evidente particolarità che la rese singolare rispetto a tutti gli altri modelli di segmento C, vale a dire la sua architettura meccanica, che prevedeva il motore anteriore in posizione longitudinale e, come tradizione per tutti i modelli BMW, la trazione posteriore. Si trattava quindi di un caso atipico, una vera eccezione nel panorama delle compatte, tutte con trazione sull'avantreno, o al massimo con trazione integrale nel caso di alcuni modelli sportivi (l'Audi S3, per esempio). Ciò ha contribuito largamente ad una perfetta ripartizione dei pesi tra avantreno e retrotreno (50%-50%), ed una conseguente stabilità su strada di livello superiore. Ma anche altri espedienti hanno contribuito a tale ottimo risultato, primo fra tutti l'avantreno in lega di alluminio, ma anche lo spostamento di componenti come la batteria, che nella E87 è stata sistemata sotto il vano bagagli.
La geometria delle sospensioni prevedeva un avantreno di tipo McPherson ed un retrotreno multilink a cinque bracci. Presenti anche molle elicoidali, ammortizzatori idraulici telescopici e barre antirollio su entrambi gli assi. L'impianto frenante a quattro dischi, prevedeva dischi anteriori autoventilanti da 292 mm di diametro e posteriori pieni, ma da 300 mm di diametro. Completavano il quadro gli pneumatici Run-flat (opzionali) e lo sterzo a cremagliera con servosterzo idraulico.
Al suo esordio, la E87 era disponibile in quattro motorizzazioni, due a benzina e due a gasolio:
- 116i, con motore da 1596 cm³ in grado di erogare una potenza massima di 115 CV;
- 120i, con motore da 1995 cm³ in grado di erogare fino a 150 CV di potenza massima;
- 118d, con motore turbodiesel common rail, della cilindrata di 1995 cm³ e con potenza massima di 122 CV;
- 120d, con lo stesso motore della 118d, ma con potenza portata a 163 CV.

Mentre la 116i era equipaggiata con un cambio manuale a 5 marce, le altre versioni erano dotate invece di un cambio a 6 marce, sempre manuale.

### Allestimenti
Tre erano i livelli di allestimento previsti per la E87 al suo debutto:
- Eletta: livello di base comprendente già una dotazione di serie più che degna, e comprendente tra l'altro i sedili anteriori regolabili in altezza, i fendinebbia, il climatizzatore automatico, l'autoradio con lettore CD ed i cerchi in lega da 16 pollici nelle versioni 120i e 120d;
- Attiva: livello intermedio, comprendente quanto già visto nell'allestimento Eletta, ma con in più i fari allo xeno, il dispositivo lavafari, le sospensioni con taratura sportiveggiante, il volante ed i sedili dal disegno sportivo ed i cerchi in lega da 16 pollici su tutte le versioni;
- Futura: livello di punta, comprendente quanto già visto nell'allestimento Attiva tranne le sospensioni con taratura sportiva (ottenibile comunque a richiesta), ma con in più il cruise control, il volante multifunzione, il retrovisore esterno autoanabbagliante, il sensore di parcheggio posteriore, il sensore pioggia ed il pacchetto luci (a led) esterno.

Per la 116i, versione di base della gamma, è previsto un quarto livello di allestimento, più semplificato dei primi tre.
La lista optional comune a tutta la gamma prevedeva invece: cristalli atermici posteriori, interni in pelle, navigatore satellitare con lettore DVD (disponibile a scelta nelle versioni Business o Professional), predisposizione telefono, sedili anteriori riscaldabili e tetto apribile elettrico. Molti degli accessori presenti nei livelli più alti sono comunque ottenibili a richiesta anche nei livelli più bassi. Altri optional, come il cambio automatico Steptronic a 6 rapporti, erano ottenibili a richiesta solo per le versioni 120i e 120d.

## Evoluzione
La nuova vettura nasce con il preciso intento di rivaleggiare con vetture come l'Audi A3 e l'Alfa Romeo 147, nonché la Volkswagen Golf, tutte vetture di classe medio-bassa, ma con allestimenti e finiture di alto livello, appartenenti quindi a quello che viene comunemente definito "segmento premium".
Pur non condividendo praticamente nulla con la Serie 3 E46, oramai anziana e prossima al pensionamento, la E87 aveva in comune con la più grande berlina bavarese lo stabilimento di produzione di Ratisbona. Inizialmente, quindi, la produzione venne avviata in tale sito, per poi espandersi anche nello stabilimento di Lipsia, nell'ex-DDR.
Nel corso del 2005, la gamma si ampliò verso l'alto con l'arrivo della 130i, spinta da un 3 litri a benzina della potenza di 265 CV. Per quest'ultimo modello, assente nell'allestimento Attiva fu previsto però anche un nuovo livello di allestimento, denominato MSport, d'impostazione più sportiva. Sempre nel 2005, vi fu anche l'arrivo della 118i, anch'essa con motore a benzina, ma in questo caso si trattava di una variante depotenziata del 2 litri da 150 CV montato sulla 120i, motore la cui potenza, nel caso della 118i, si fermava a 129 CV.
Nel 2006, la gamma rimase quasi invariata: l'unica eccezione fu nei motori diesel, che divenne possibile scegliere con filtro antiparticolato (DPF) o senza.

### Restyling 2007
Nel marzo del 2007 vi fu un restyling, non molto marcato dal punto di vista estetico: il paraurti anteriore è stato ridisegnato ed ora propone un'ampia presa d'aria che si estende per l'intera larghezza del paraurti stesso. Agli angoli della presa d'aria sono alloggiati due nuovi fendinebbia, che passano da rotondi a rettangolari, mentre subiscono dei lievissimi aggiornamenti anche i gruppi ottici anteriori e posteriori, questi ultimi caratterizzati da un nuovo disegno delle plastiche e dall'introduzione della tecnologia a led. Internamente, anche la plancia è stata ridisegnata ed affinata, così come è stata rivista la disposizione dei vani portaoggetti. Inoltre, la gamma ha potuto beneficiare dell'arrivo della presa per iPod e di quella USB. Se il restyling estetico, sia interno che esterno, è stato visivamente abbastanza discreto, lo stesso non si può dire per i cambiamenti apportati alla gamma: infatti la Serie 1 di prima generazione, fino a quel momento prevista solo in configurazione a cinque porte, con il restyling divenne disponibile anche come berlina due volumi a 3 porte, un modello che accentuava il tono sportivo della vettura, e che venne contraddistinto dalla sigla di progetto E81. Inizialmente, la versione 3 porte non venne prevista con il motore 1.6 di base. Con l'aggiornamento del marzo 2007, vi furono diverse novità anche per le motorizzazioni: il 2 litri depotenziato della 118i vide la sua potenza salire da 129 a 143 CV; analogamente, lo stesso 2 litri, montato sulla 120i, passò da 150 a 170 CV; sul fronte diesel, il 2 litri proposto fino a quel momento sui modelli 118d e 120d nei due livelli di potenza di 122 e 163 CV, venne portato rispettivamente a 143 e 177 CV. Altre novità introdotte con l'aggiornamento furono il sistema Brake Energy Regeneration, disponibile in tutte le varianti della BMW Serie 1 restyling con motore a benzina e a gasolio. Questo sistema concentrava la produzione di energia elettrica per l'approvvigionamento della rete di bordo durante le fasi di crociera e di frenata del motore. Nelle fasi di spinta invece, ad esempio durante un'accelerazione, non veniva recuperata energia, rendendo disponibile una maggiore potenza per generare dinamica di guida. Anche la funzione Auto Start/Stop, disponibile nelle versioni a cambio manuale equipaggiate con i nuovi motori quattro cilindri a benzina e a gasolio, contribuiva a sfruttare il carburante con maggiore efficienza. Per utilizzare questa funzione, all'arresto al semaforo o quando si viaggia in colonna era sufficiente spostare la leva del cambio nella posizione di folle e rilasciare il pedale della frizione. Il motore così si spegneva: quando si premeva nuovamente il pedale della frizione il motore si riattivava automaticamente. Tutti questi accorgimenti fecero parte di un programma più generale, sviluppato dalla BMW e che prendeva il nome di EfficientDynamics, volto ad ottimizzare al massimo il rapporto tra prestazioni, consumi ed inquinamento. Tra le altre novità il fatto che, con l'aggiornamento del marzo 2007, tutti i motori diesel non erano più disponibili senza filtro antiparticolato DPF.
Nel mese di settembre, sempre del 2007, venne introdotto un nuovo 1.6 a benzina con potenza salita da 115 a 122 CV, motore che contemporaneamente venne incluso anche nella gamma della E81 a 3 porte; inoltre, un altro motore a gasolio fece il suo ingresso nella gamma: questo motore fu il 2 litri bi-turbodiesel da 204 CV, un motore che stabilì nuovi punti di riferimento per i diesel poiché fu il primo motore a gasolio di serie a sfondare il muro dei 100 CV/litro, caratteristica che l'anno seguente valse a questo propulsore il primo premio all'International Engine Awards. Il modello equipaggiato con tale propulsore fu battezzato 123d. La novità più corposa introdotta sempre nel settembre del 2007 fu l'arrivo della Serie 1 E82, vale a dire la versione coupé, terza variante della prima generazione della Serie 1. Non una 3 porte con padiglione tagliato, bensì una coupé a tre volumi e a due porte dalla linea assai dinamica e scattante, prevista anche con motorizzazioni specifiche come il 3 litri biturbo a benzina da 306 CV, montato sulla 135i Coupé. Andando avanti, e precisamente nel mese di novembre del 2007, comparve nei listini anche una quarta variante, vale a dire la versione cabriolet, siglata E88 e disponibile in una gamma motori ripresa in parte dalla coupé ed in parte dalle due versioni berlina a 2 volumi.
Nel 2009 le versioni berlina videro la gamma estendersi verso il basso con l'arrivo della 116d, spinta da un motore 2 litri turbodiesel con potenza contenuta in 115 CV. La 116d è la versione meno brillante della gamma, ma consente di percorrere 100 km arrivando a richiedere solo 4.4 litri di gasolio. Sempre a partire dal 2009, in alcuni mercati la 116i venne portata a 122 CV grazie all'introduzione di una variante depotenziata del 2 litri utilizzato normalmente per equipaggiare le altre versioni.
Nel mese di marzo 2010 la Serie 1 ha raggiunto il milione di esemplari prodotti.
Nel giugno del 2011 è stata presentata alla stampa la seconda generazione della Serie 1, inizialmente solo nella versione a 5 porte contraddistinta dalla sigla F20; la prima generazione della compatta bavarese continua a rimanere in listino nelle altre tre configurazioni previste, anche il mese dopo, a luglio, quando la nuova generazione comincia ad apparire nei listini ufficiali BMW.

### La Serie 1 Coupé
La Serie 1 Coupé (sigla di progetto E82) venne introdotta nel settembre 2007, 6 mesi dopo il restyling della gamma E87 e l'introduzione della 3 porte E81. La caratteristica più evidente di questo modello sta nel fatto che si tratta di una coupé a 3 volumi, una soluzione che ha fatto storcere il naso a molti, ma che è stata voluta dagli uomini di marketing della BMW per soddisfare le richieste del mercato USA, da sempre orientato maggiormente verso modelli a tre volumi piuttosto che a due. In ogni caso, un'altra differenza estetica con le berline a due volumi sta nel padiglione più inclinato, che va a raccordarsi meglio con la coda. Differenti anche i fari posteriori, dal disegno ad L. Il frontale è invece simile a quello delle altre Serie 1, tranne che nel paraurti, leggermente ridisegnato.
La gamma motori della Serie 1 Coupé era limitata al suo debutto ad un solo motore a benzina, peraltro riservato solo a coupé e cabriolet, ed a due motori diesel. Al suo esordio, la gamma E82 in Europa era quindi così composta:
- 135i Coupé: questo motore a benzina è previsto solo sulle coupé e cabriolet, e si tratta nientemeno che del 3 litri biturbo N54 già montato su modelli superiori (335i, X6 xDrive35i, ecc.). Questo motore, della cilindrata di 2979 cm³, grazie all'ausilio della sovralimentazione bi-stadio, riesce ad erogare una potenza massima di 306 CV, permettendo alla 135i di spuntare prestazioni in grado di intimorire persino le M3 più recenti, poiché caratterizzata anche da un peso più ridotto.
- 120d Coupé: è il 2 litri turbodiesel da 177 CV previsto anche per le berline a 2 volumi;
- 123d Coupé: è il 2 litri diesel con tecnologia Variable Twin Turbo, in grado di erogare 150 kW/204 CV di potenza massima, 102 cavalli/litro di potenza specifica. 400 Nm di coppia massima a 2000 giri, consumo medio 15 km/litro, la velocità massima dichiarata è di 240 km/orari, con un'accelerazione da 0 a 100 km/h in meno di 7 secondi.

Gli allestimenti erano tre (Eletta, Futura e MSport), con quest'ultimo che si riferisce al particolare allestimento con dettagli meccanici ed estetici studiati appositamente dal reparto Motorsport della casa dell'elica. Nel caso specifico, la 123d offre di serie l'assetto sportivo M, i cerchi in lega M da 7x17" (anteriori) e 7,5x17" (posteriori), il pacchetto aerodinamico M, i sedili sportivi, il volante in pelle sportivo M (con impugnatura molto spessa e ben sagomata) e altri accessori come i fari allo Xeno, l'impianto lavafari, i listelli battitacco cromati con logo "M" così come il poggiapiede per il guidatore.
Mancava quindi l'allestimento Attiva e inoltre la 135i è disponibile nel solo allestimento MSport, e non negli altri due.
Nello stesso anno venne lanciata presso il salone automobilistico di Tokyo la Concept 1 Series tii. Tale concept car si pone come una versione sportiva della E82 e presenta nuove appendici aerodinamiche e la sostituzione di diversi pezzi del telaio con componenti in carbonio. Gli interni sono realizzati con un vasto impiego di alcantara.
Nel 2008, però, la gamma si estese con l'arrivo della 125i, che propose un'altra motorizzazione specifica per questa gamma, vale a dire l'unità N53 da 2996 cm³ della potenza di 218 CV.
Nel settembre del 2009, la gamma si estese verso il basso con l'arrivo della 120i Coupé con il motore 2 litri da 170 CV, e della 118d Coupé, con motore 2 litri turbodiesel da 143 CV.
Nel 2010, la 135i viene aggiornata meccanicamente: il suo 3 litri sovralimentato riesce ad erogare la stessa potenza con un solo turbocompressore, ma con in più la fasatura variabile Bi-VANOS corredata dal Valvetronic (nella precedente versione era presente la fasatura variabile, ma senza Valvetronic).
Nel 2011, la coupé (ma anche la cabriolet) è stata oggetto di un lieve restyling: il paraurti anteriore è stato ridisegnato, i fari anteriori hanno beneficiato dell'arrivo delle luci diurne a LED, più in generale è stata ottimizzata l'aerodinamica. A questo proposito, va segnalata l'introduzione dell'Air Curtain, una sorta di convogliatore sottoscocca del flusso di aria. Sono stati rivisti anche gli equipaggiamenti ed altri particolari. Vengono inoltre introdotti cerchi in lega da 18 pollici di nuovo disegno.
Per ottimizzare l'aerodinamica, i canali cortina d'aria flusso d'aria sul paraurti anteriore e ruote anteriori. Questo riduce la resistenza e quindi il consumo di carburante, anche.
Questa nuova tecnologia BMW EfficientDynamics sfrutta le leggi dell'aerodinamica per raggiungere una maggiore efficienza. Due ingressi verticali sulla grembialatura anteriore guidare il flusso d'aria lungo i passaruota anteriori. La corrente d'aria accelerato forma una "cortina" e riduce l'effetto frenante della turbolenza. Allo stesso tempo, l'aria fresca fornisce raffreddamento ottimale del motore e dei componenti aggiuntivi come radiatore e intercooler.

### Serie 1 M Coupé

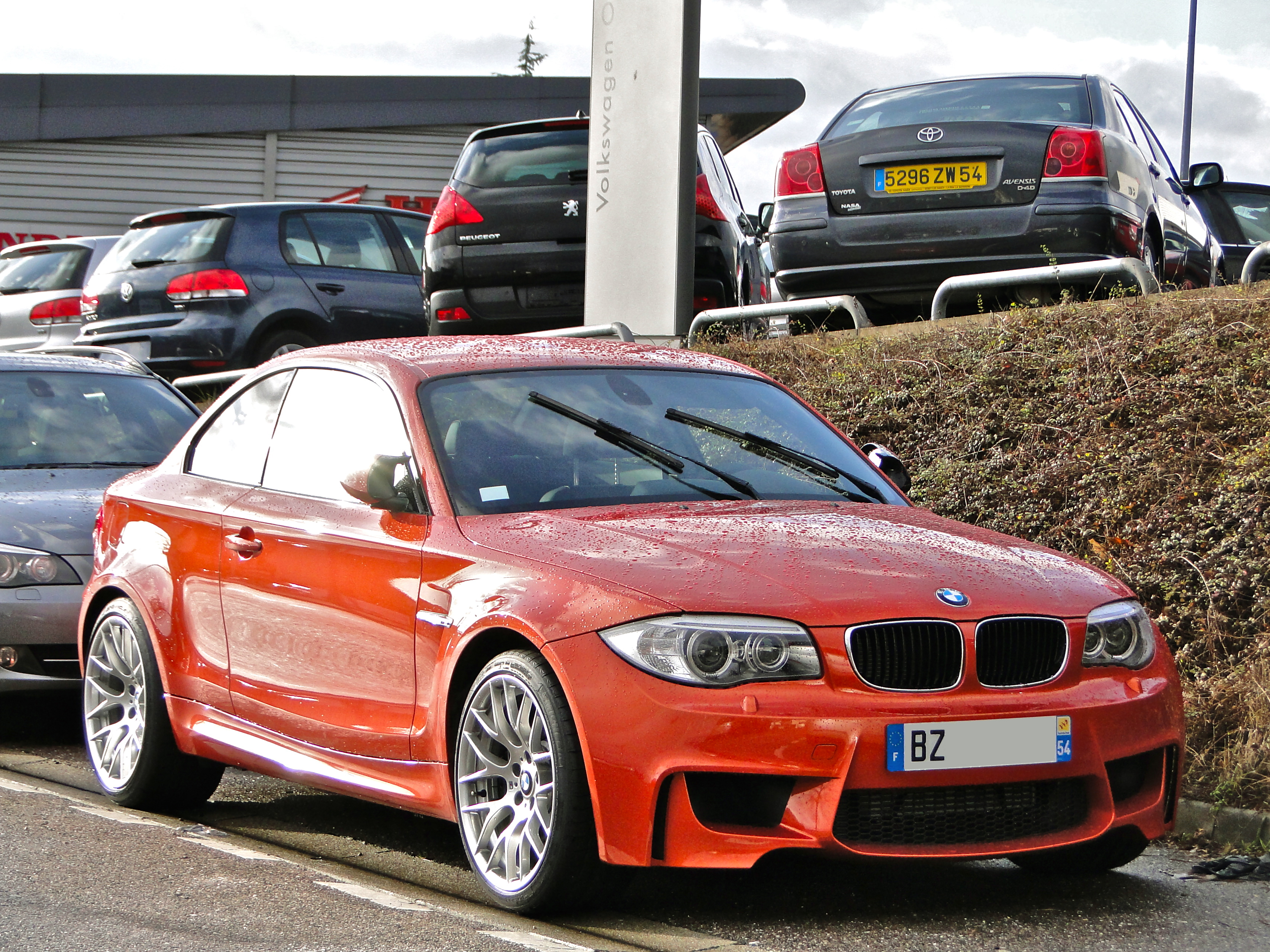
La Serie 1 M Coupé del 2012

Sempre nel 2011 è stata introdotta la versione più sportiva: la Serie 1 M Coupé. Questo modello, annunciato già nel novembre dell'anno prima e prodotto in 6309 esemplari, differisce dai classici modelli firmati dalla divisione Motosport, per il fatto di non possedere un motore aspirato ad alta potenza specifica, visto che è spinta dal già conosciuto 3 litri biturbo a benzina, che in questo caso è stato portato a 340 CV di potenza massima. In pratica è lo stesso propulsore montato sulla Z4 sDrive35is, che differisce dal più recente 3 litri turbo twin scroll. In ogni caso, la nuova vettura dispone di un gruppo sospensione sviluppato appositamente, carreggiate allargate di 80 mm al retrotreno, differenziale a scorrimento limitato, riduzione e distribuzione dei pesi ottimizzata, impianto frenante specifico e cerchi in lega da 19 pollici dal design tipico delle BMW M3 più estreme degli ultimi anni: CSL e GTS. La vettura, realizzata in serie limitata, è stata introdotta ad un prezzo chiavi in mano di 53.650 Euro, e si riconosce esternamente a colpo d'occhio per il disegno più aggressivo dei due paraurti, dotati di grosse prese d'aria, e per doppi terminali di scarico gemellati, ma anche per i passaruota maggiorati, in maniera tale da accogliere i grossi pneumatici. La denominazione ufficiale è stata stabilita come BMW Serie 1M e non come BMW M1 per evitare confusione con la sportiva bavarese di fine anni settanta.

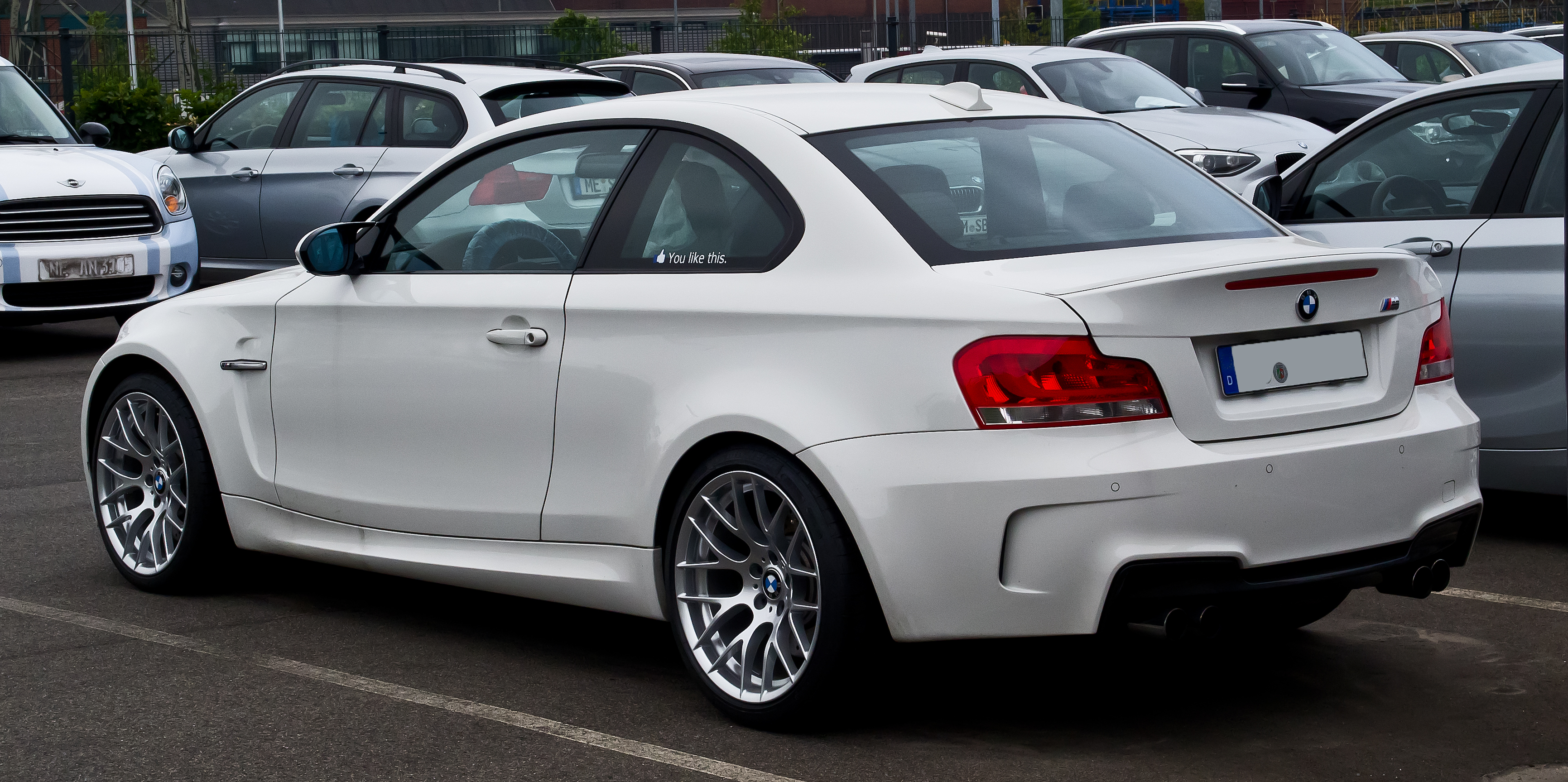
Posteriore di una 1 M Coupé del 2013

Da qui cominciò la fase calante della carriera commerciale della Serie 1 coupé (ma anche della cabriolet): non vi furono particolari sfoltimenti alla gamma, ma nella seconda metà del 2013 sono state diffuse le immagini della BMW Serie 2, chiamata a sostituire sia la coupé che la versione "scoperta", lasciando presagire ad un'imminente uscita di produzione delle versioni in quel momento a listino. Ed in effetti, alla fine del 2013 la Serie 1 coupé uscì di listino assieme alla cabriolet.

### La Serie 1 Cabriolet

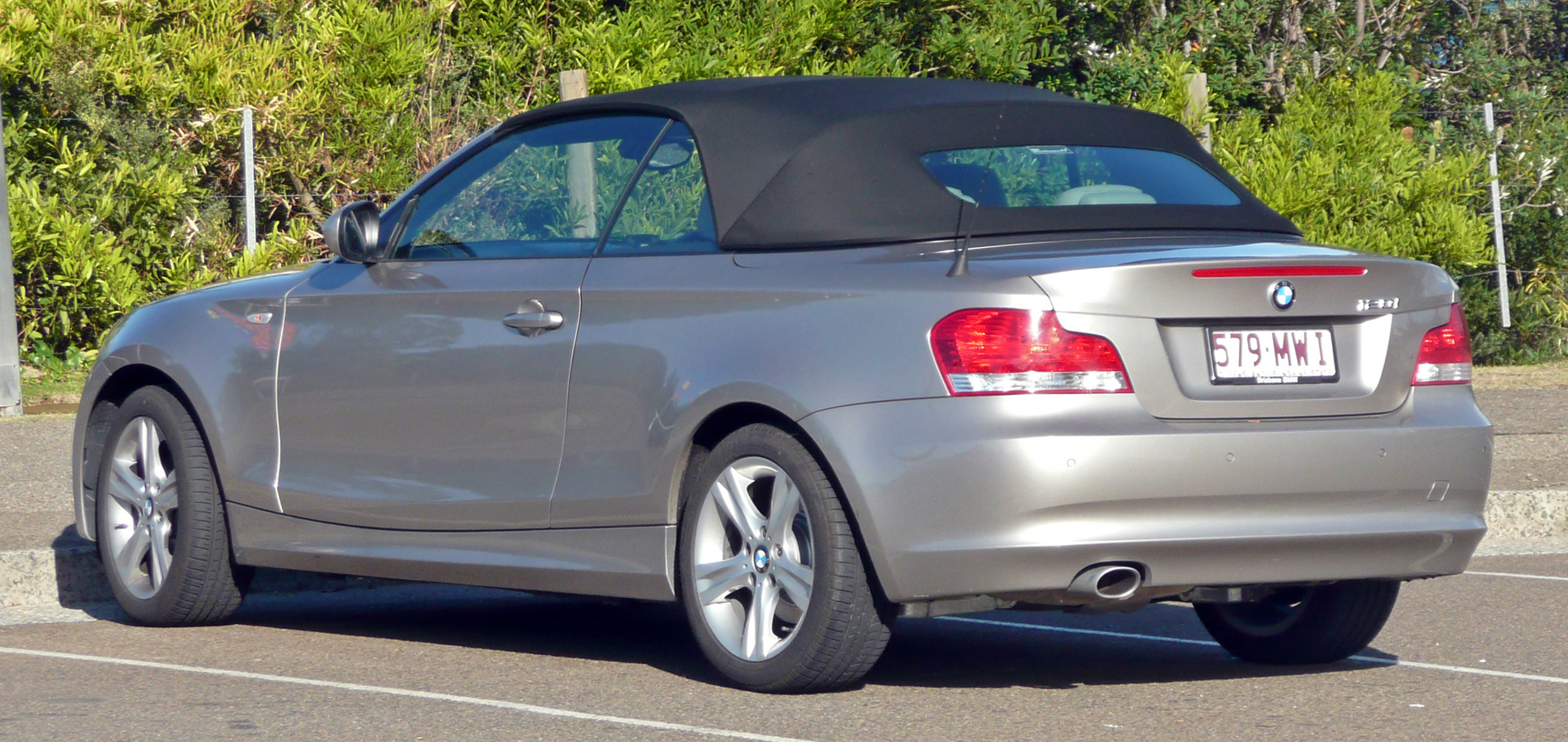
Una BMW 120i E88 Cabriolet del 2010

Nel marzo del 2008 è stata introdotta la quarta variante su base E87. Questa nuova variante era la versione cabriolet, la cui sigla di progetto era E88, un modello che subito ha dovuto affrontare la concorrenza di un altro modello altrettanto prestigioso e fresco di debutto, vale a dire l'Audi A3 Cabriolet, introdotta solo pochissimi mesi prima.
La E88 è stata realizzata partendo dalla scocca della coupé, opportunamente irrigidita per far fronte alla perdita del tetto in lamiera. Nell'insieme, la vettura appare assai elegante, sicuramente grintosa quanto la coupé. Date le dimensioni compatte della vettura, la casa di Monaco ha scelto di orientarsi verso una tradizionale capote in tela, piuttosto che su un tetto rigido ripiegabile, dal momento che quest'ultima soluzione avrebbe finito con il compromettere lo spazio interno del vano bagagli, penalizzandone la fruibilità. In ogni caso, la capacità massima di quest'ultimo è di 305 litri, che si riduce in caso di capote aperta. Internamente, la scelta della capote in tela ha avuto le sue ripercussioni positive anche nell'abitabilità per i passeggeri posteriori, poiché lo spazio è accettabile per due persone, pur non essendo di livello eccelso. La sicurezza in caso di ribaltamento è assicurata dai due roll-bar estraibili, nascosti dietro i poggiatesta posteriori, e che riconoscono l'imminenza di un ribaltamento fuoriuscendo in una frazione di secondo.
La gamma motori prevista per la E88 al suo debutto era ancor più ristretta di quella della coupé, poiché proponeva solo due motorizzazioni, entrambe a benzina. Si poteva scegliere quindi tra:
- 120i Cabrio, con motore 2 litri da 170 CV, previsto anche per le berline;
- 125i Cabrio, con motore 3 litri da 218 CV previsto anche per la coupé.

Tre erano i livelli di allestimento, vale a dire i consueti Eletta, Attiva e Futura.
Nella seconda metà del 2008, però, la gamma si estese notevolmente con l'arrivo della 135i Cabrio, spinta dal potente 3 litri biturbo già in forza alla 135i Coupé. Altri arrivi furono la 118i Cabrio, equipaggiata con il 2 litri da 143 CV, e le versioni a gasolio 118d Cabrio e 120d Cabrio, i cui propulsori turbodiesel common rail da 2 litri erogano rispettivamente 143 e 177 CV. Va infine segnalato l'arrivo, nello stesso periodo, della 123d Cabrio, spinta dal noto 2 litri biturbodiesel da 204 CV.
Nessun particolare aggiornamento nel 2009, mentre a partire dal 2010 la gamma subirà le stesse evoluzioni della versione coupé, eccezion fatta per la 1 M Coupé, mai prevista in versione cabriolet. Anche la cabriolet, quindi, subirà l'aggiornamento del 2010 per il modello 135i, ed analogamente sarà oggetto del lieve restyling del 2011.
Come già menzionato in precedenza, la Serie 1 Cabriolet esce di listino alla fine del 2013.

### BMW ActiveE

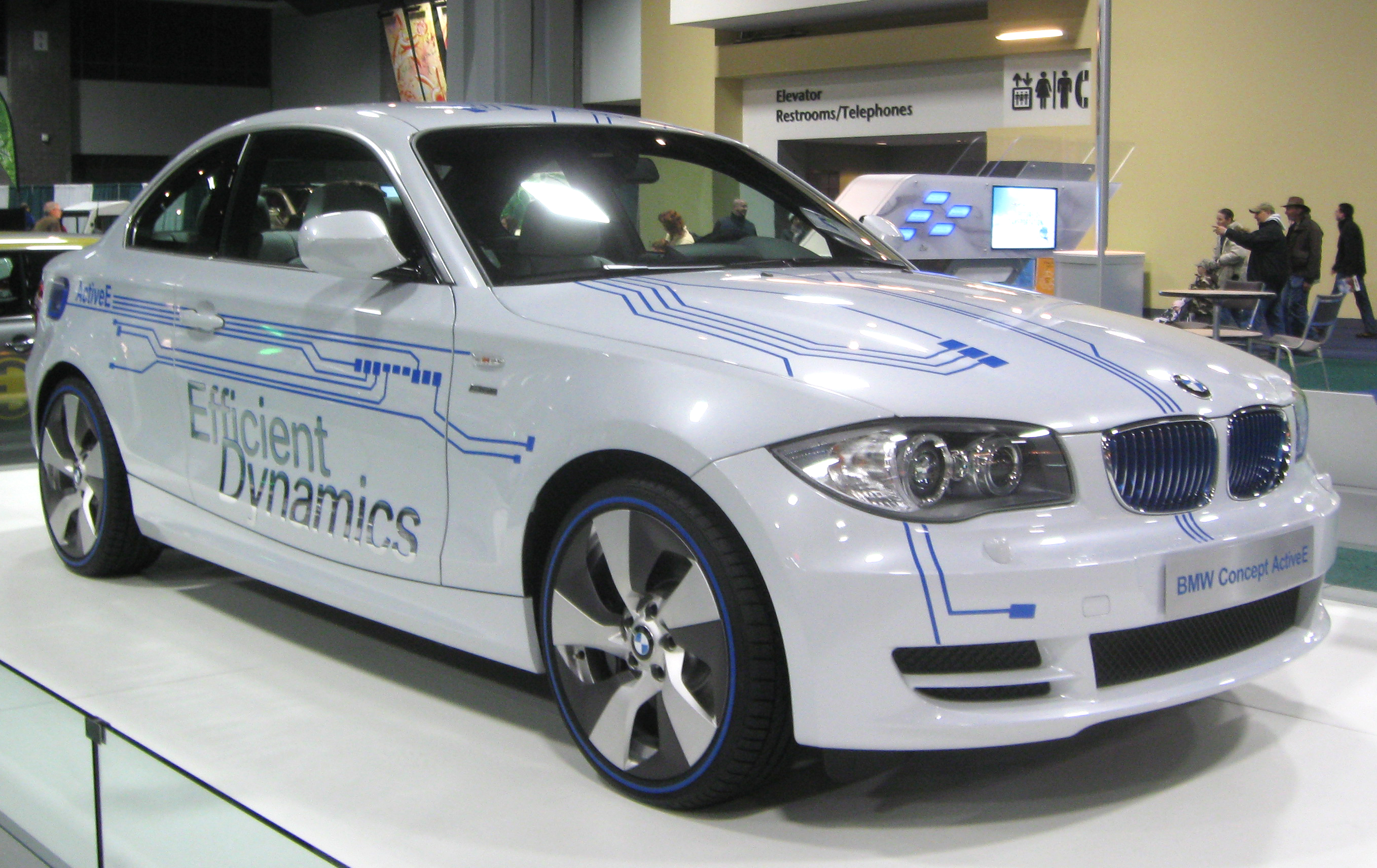
Una BMW ActiveE Concept del 2010

La BMW E82, vale a dire la coupé, non ha fatto da base nel 2011 solamente per la sportivissima 1 M Coupé, ma anche per un modello di tutt'altro spirito: l'ecologica ActiveE, ossia la prima BMW della storia a propulsione interamente elettrica. Non un'ibrida, quindi, come le versioni ibride derivate dalla Serie 7 o dalla X6, ma un modello che si affranca del tutto dalla propulsione a combustione interna. La ActiveE è stata preannunciata già oltre un anno prima dalla casa bavarese, in occasione del salone di Detroit del gennaio 2010, quando venne esposto il prototipo ActiveE Concept. In quel periodo, la BMW stava sperimentando la possibilità di realizzare veicoli ad emissioni zero sulla base di modelli già esistenti. A tale scopo aveva già realizzato la Mini E, ed in seguito ha appunto partorito la ActiveE Concept, sfociata nel 2011 semplicemente con il nome di ActiveE, senza alcun riferimento alla Serie 1 cui appartiene.
Il pacco di batterie è stato sistemato sotto il pianale, mentre il motore elettrico da 168 CV è stato alloggiato al posto del motore termico. La trazione è sempre posteriore. Inalterata l'ottimale distribuzione dei pesi, mentre la capacità del bagagliaio è scesa a 200 litri.
Grazie a queste caratteristiche, la ActiveE raggiunge una velocità massima autolimitata di 145 km/h, coprendo lo scatto da 0 a 100 km/h in 9 secondi. La bassa velocità massima è stata stabilita dai progettisti BMW per mantenere un livello di autonomia decente e per preservare la durata delle batterie stesse, in modo da non andare incontro ad una precoce usura.
Tuttavia, la ActiveE è rimasta una vettura sperimentale: 1000 esemplari sono stati destinati al mercato USA al solo scopo di vagliarne le qualità di praticità e di ecologia.

## Tabella riepilogativa
Di seguito viene mostrata una tabella che riassume le caratteristiche di tutte le versioni della Serie 1 che si sono succedute durante l'evoluzione del modello. Per ogni versione vengono anche indicate le varie configurazioni di carrozzeria previste e le differenze di prestazioni tra una configurazione e l'altra.
| Modello | Motore         | Cilindrata cm³ | Potenza CV/rpm | Coppia Nm/rpm  | Massa a vuoto (kg) | Velocità max | Acceler. 0–100 km/h | Consumo medio (l/100 km) | Emissioni CO2 (g/km) | Anni di produzione                  | Varianti di carrozzeria |
| Versioni a benzina |                |                |                |                |                    |              |                     |                          |                      |                                     |                         |
| 116i | N45B16         | 1596           | 115/6000       | 150/4300       | 1.280              | 200          | 10"8                | 7.5                      | 181                  | 09/2004-02/2007                     | E87                     |
| 116i | N43B16O0       | 1597           | 122/6000       | 160/4250       | 1.255              | 204          | 10"2                | 6.2                      | 181                  | 03/2007-09/20121                    | E87 / E81               |
| 116i | N43B20 red.    | 1995           | 122/6000       | 185/3000       | 1.340              | 204          | 9"9                 | 6.5                      | -                    | 03/2009-09/20121 (non per l'Italia) | E81 / E87               |
| 118i | N46B20 red.    | 1995           | 129/5750       | 180/3250       | 1.305              | 207          | 9"4                 | 7.3                      | 176                  | 09/2004-02/2007                     | E87                     |
| 118i | N43B20 M1      | 1995           | 143/6000       | 190/4250       | 1.265              | 210          | 8"7                 | 6.2                      | 140                  | 03/2007-09/20121                    | E81 / E87               |
| 118i | N43B20 M1      | 1995           | 143/6000       | 190/4250       | 1.420              | 208          | 9"3                 | 6.6                      | 149                  | 03/2008-12/2013                     | E88                     |
| 120i | N46B20         | 1995           | 150/6200       | 200/3600       | 1.335              | 217          | 8"7                 | 7.5                      | 178                  | 09/2004-02/2007                     | E87                     |
| 120i | N43B20 O1      | 1995           | 170/6700       | 210/4250       | 1.290              | 224          | 7"7                 | 6.7                      | 152                  | 03/2007-09/20121                    | E81 /E87                |
| 120i | N43B20 O1      | 1995           | 170/6700       | 210/4250       | 1.430              | 220          | 8"4                 | 6.9                      | 158                  | 12/2007-12/2013                     | E88                     |
| 120i | N43B20 O1      | 1995           | 170/6700       | 210/4250       | 1.375              | 222          | 7"8                 | 6.9                      | -                    | 09/2009-12/2013 (non per l'Italia)  | E82                     |
| 125i | N52B30         | 2996           | 218/6100       | 270/ 2400-4200 | 1.405              | 245          | 6"4                 | 8.2                      | 190                  | 2008-12/2013                        | E82                     |
| 125i | N52B30         | 2996           | 218/6100       | 270/ 2400-4200 | 1.510              | 238          | 6"8                 | 8.4                      | 195                  | 2008-12/2013                        | E88                     |
| 130i | N52B30         | 2996           | 265/6600       | 315/ 2750-4250 | 1.375              | 250          | 6"                  | 8.3                      | 221                  | 09/2005-09/2009                     | E87                     |
| 130i | N53B30         | 2996           | 258/6600       | 310/2600       | 1.375              | 250          | 6"                  | 8.5                      | 199                  | 09/2009-09/20121                    | E81 / E87               |
| 135i | N54B30         | 2979           | 306/5800       | 400/ 1300-5000 | 1.485              | 250          | 5"3                 | 9.2                      | 220                  | 09/2007-03/2010                     | E82                     |
| 135i | N54B30         | 2979           | 306/5800       | 400/ 1300-5000 | 1.600              | 250          | 5"6                 | 9.5                      | 224                  | 12/2007-03/2010                     | E88                     |
| 135i | N55B30         | 2979           | 306/5800       | 400/ 1200-5000 | 1.485              | 250          | 5"3                 | 9.2                      | 197                  | 04/2010-12/2013                     | E82                     |
| 135i | N55B30         | 2979           | 306/5800       | 400/ 1200-5000 | 1.600              | 250          | 5"6                 | 9.5                      | 200                  | 04/2010-12/2013                     | E88                     |
| M Coupé | N54B30         | 2979           | 340/5900       | 450/ 1500-4500 | 1.495              | 250          | 4"9                 | 9.6                      | 224                  | 03/2011-08/2012                     | E82                     |
| Versioni a gasolio |                |                |                |                |                    |              |                     |                          |                      |                                     |                         |
| 116d | N47D20         | 1995           | 116/4000       | 260/ 1750-2500 | 1.255              | 198          | 10"2                | 4.4                      | 118                  | 03/2009-09/20121                    | E81 / E87               |
| 118d | M47TU2D20      | 1995           | 122/4000       | 280/2000       | 1.385              | 201          | 10"                 | 5.6                      | 150                  | 09/2004-02/2007                     | E87                     |
| 118d | N47D20         | 1995           | 143/4000       | 300/ 1750-3000 | 1.310              | 210          | 8"9                 | 4.5                      | 123                  | 03/2007-09/20121                    | E81 / E87               |
| 118d | N47D20         | 1995           | 143/4000       | 300/ 1750-3000 | 1.350              | 210          | 9"                  | 4.5                      | 119                  | 09/2009-12/2013                     | E82                     |
| 118d | N47D20         | 1995           | 143/4000       | 300/ 1750-3000 | 1.475              | 208          | 9"5                 | 4.9                      | 129                  | 09/2008-12/2013                     | E88                     |
| 120d | M47TU2D20      | 1995           | 163/4000       | 340/ 2000-2750 | 1.415              | 210          | 8.0                 | 5.7                      | 152                  | 09/2004-02/2007                     | E87                     |
| 120d | N47D20         | 1995           | 177/4000       | 350/ 1750-3000 | 1.365              | 222          | 7.6                 | 4.8                      | 129                  | 03/2007-09/20121                    | E81 / E87               |
| 120d | N47D20         | 1995           | 177/4000       | 350/ 1750-3000 | 1.375              | 222          | 7.6                 | 4.8                      | 128                  | 09/2007-12/2013                     | E82                     |
| 120d | N47D20         | 1995           | 177/4000       | 350/ 1750-3000 | 1.510              | 222          | 7.6                 | 5.1                      | 134                  | 03/2008-12/2013                     | E88                     |
| 123d | N47D20 biturbo | 1995           | 204/4400       | 400/ 2000-2250 | 1.490              | 230          | 7,0                 | 5.2                      | 138                  | 03/2007-09/20121                    | E81 /E87                |
| 123d | N47D20 biturbo | 1995           | 204/4400       | 400/ 2000-2250 | 1.490              | 230          | 7,0                 | 5.2                      | 138                  | 09/2007-12/2013                     | E82                     |
| 123d | N47D20 biturbo | 1995           | 204/4400       | 400/ 2000-2250 | 1.500              | 230          | 7,0                 | 5.4                      | 144                  | 09/2008-12/2013                     | E88                     |
| Legenda configurazioni di carrozzeria: E81 = berlina 3 porte / E82 = coupé / E87 = berlina 5 porte / E88 = cabriolet 1Versione E87 a 5 porte non più in commercio dal 06/2011 |                |                |                |                |                    |              |                     |                          |                      |                                     |                         |